# 村上和幸
村上 和幸（むらかみ かずゆき、1968年1月14日 - ）は、1990年代から2000年代にかけての日本の社会人野球選手（内野手）。三菱重工長崎に選手・コーチとして所属した。右投げ右打ち。

## 人物・経歴
熊本工業高校では同期に奥村剛、1学年下に緒方耕一、永野吉成、木村重太郎、杉本拓也がいた。卒業後は日立造船有明に入社したが、1年で野球部が休部となり、翌1987年に三菱重工長崎に移籍。数年後には弟の村上竜太郎と共にレギュラーに定着した。
1999年の第70回都市対抗野球では準優勝に貢献して優秀選手賞を受賞した。翌2000年からはコーチ兼任となり2001年の日本選手権で優勝。2004年からは専任コーチとして若手の指導に当たった。
2007年のシーズンをもって退部。現在は社業に就いている。

## 主な表彰
- 都市対抗野球本大会10年連続出場（2006年）